# Plus ultra
Plus ultra (в переводе с латыни «дальше предела» или «за пределы»; стилизовано — PLVS VLTRA) — официальный девиз Испании, принятый Карлом V.
История девиза связана с Фердинандом Арагонским и формированием испанского герба.
В 1492 году с завоеванием Гранады завершилась Реконкиста, и объединённое королевство Кастилии, Леона и Арагона присоединило к себе стратегически важные Геркулесовы столбы, являющиеся воротами из Атлантики в Средиземное море. Тогда же на гербе Испании появились Геркулесовы столбы и герб Гранады как символы новых территорий и контроля над выходом в Атлантику.
Однако, когда Фердинанд добавлял на герб колонны, девиз звучал иначе: Non plus ultra, то есть «не дальше» пределов мира. Согласно греческой легенде, эта надпись была нанесена на геркулесовы столбы в предупреждение мореплавателям.
Но после открытия Вест-Индии Колумбом частица «non» отпала и девиз из утверждающего стал взывающим. И уже в такой форме его утвердил король объединённой Испании Карл V с целью разрушить древнее поверье об опасности хождения за Гибралтар.

## Прочие упоминания
Аналогичный девиз находится на девизной ленте польского герба Ержислав.
Также упоминается в Аниме «Моя геройская академия» и персонажем игры «Apex Legends» Октейном при высадке из десантного корабля.